# Aristodème (Messénie)
Pour les articles homonymes, voir Aristodème.
Aristodème (-744/-724 ou -736/-716 ou -714 selon les sources) est roi de Messénie au VIIIe siècle av. J.-C. Il est l’un des héros de la première guerre de Messénie. Il mène une résistance acharnée pendant vingt ans contre Sparte. 

## Notice historique
Il est victorieux à la forteresse d'Ithômé en -724, puis il capture le co-roi de Sparte Théopompe (-720/-675). Une légende raconte que, sur la foi d’un oracle, il sacrifia sa propre fille pour obtenir des dieux le succès de la guerre. Il sera quand même vaincu et les Messéniens seront réduits à l’état d’hilotes : Aristodème, dans la guerre contre les Spartiates, ayant entendu des chiens hurler comme des loups, et vu de l'herbe croître sur un autel domestique, effrayé par ses devins, qui tiraient de ces signes les plus funestes présages, il perdit tout espoir et se donna la mort. Aristodème, pour obéir à un nouvel oracle, cédant à son désespoir, se suicida en se transperçant de son épée.

## Source
- Marie-Nicolas Bouillet  et Alexis Chassang (dir.), « Aristodème » dans Dictionnaire universel d’histoire et de géographie, 1878 (lire sur Wikisource)